# 5-メトキシ-6-メチル-2-アミノインダン
5-メトキシ-6-メチル-2-アミノインダン(5-Methoxy-6-methyl-2-aminoindane)またはMMAIは、1990年代にパデュー大学のデヴィッド・E・ニコルズらが開発した薬剤である。非神経毒性で選択性の高いセロトニン放出薬として作用し、ヒトにエンタクトゲンの効果を引き起こす。2010年以降、デザイナードラッグ及び研究用試薬として、オンライン販売されている。
MMAIは、ラットの実験で、セルトラリンよりも強力にストレスによる鬱を緩和することが示され、その結果、MMAIや4-MTAなどの選択的セロトニン放出薬が選択的セロトニン再取り込み阻害薬よりも効能が早く現れ、高い効果を持つ抗うつ薬として開発されるようになった。